# Hugo Chaim Adler
Hugo Chaim Adler (Anversa, 17 gennaio 1894 – Worcester, 24 dicembre 1955) è stato un direttore di coro, cantore e compositore belga.

## Biografia
Nacque ad Anversa da genitori ebrei, Adler studiò alla Hochschule für Musik Köln dal 1912 al 1915. Nel 1915 fu arruolato nell'esercito tedesco durante la prima guerra mondiale; servendo per tre anni nella fanteria fino a quando fu ferito ad Argonne. Nel 1918 fu nominato cantore e insegnante a St. Wendel nel Saarland. Se ne andò nel settembre del 1921 per diventare il secondo cantore della sinagoga di Mannheim, salendo al vertice nel 1933. A Mannheim studiò composizione musicale al Conservatorio di Mannheim con Ernst Toch dal 1924 al 1926. Durante la seconda guerra mondiale fu rinchiuso a causa delle sue origini ebraiche. Poco dopo fuggì dalla Germania e andò negli Stati Uniti servendo come un cantore del Tempop Emanuel Sinai a Worcester, nel Massachusetts.
Rimase attivo come direttore di coro e compositore di musica sacra durante questi anni. Molti dei suoi lavori furono pubblicati dalla Sacred Music Press e Transcontinental Music Publishers di New York City.
Fu il padre del compositore e direttore d'orchestra Samuel Adler.